# Pierre Lescot

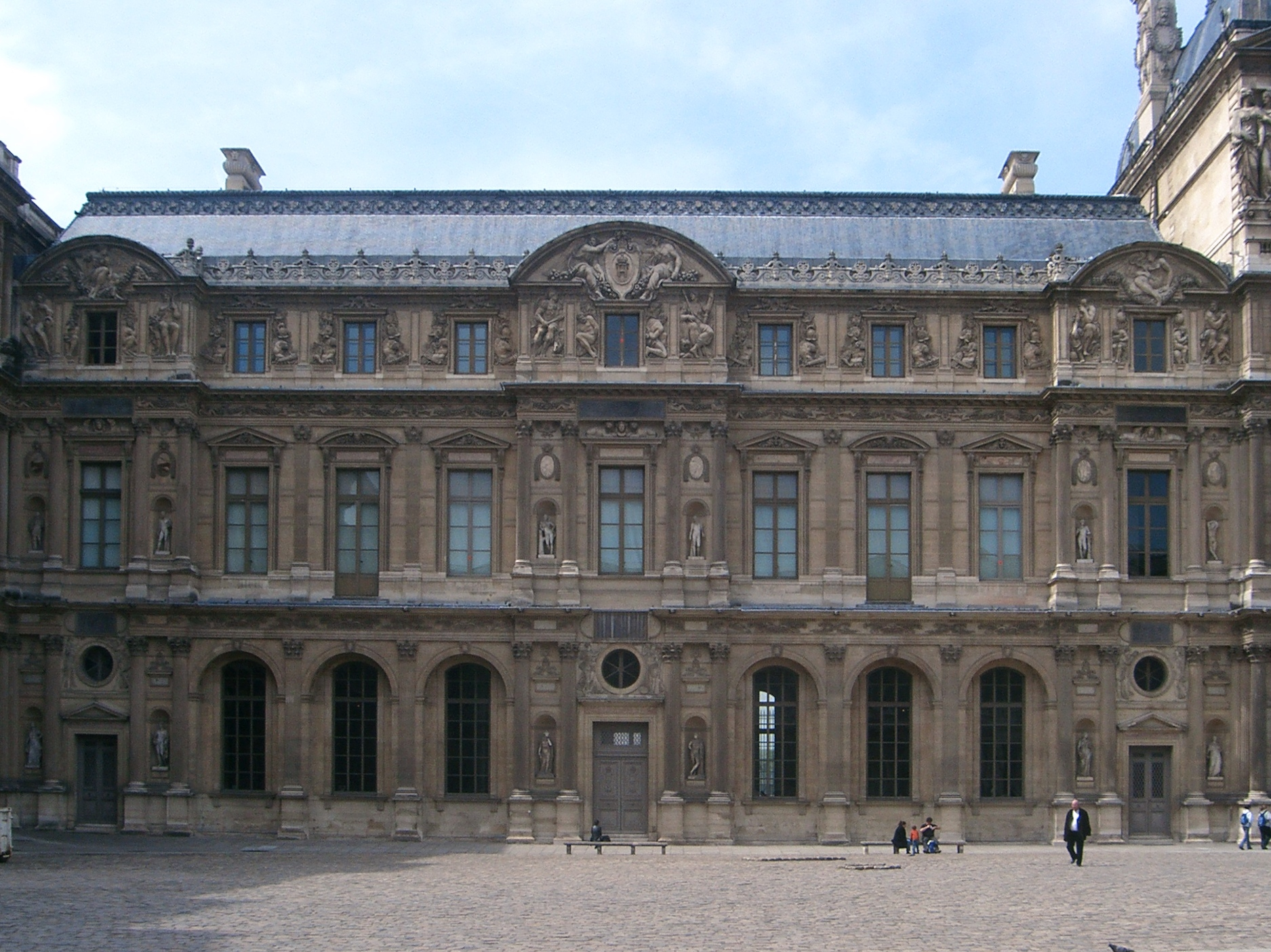
Ala Lescot no Louvre

Pierre Lescot ( c.  1515 – 10 de setembro de 1578) foi um arquiteto francês do período renascentista. Ele é conhecido por projetar a Fontaine des Innocents e a ala Lescot do Louvre em Paris. Lescot contribuiu para a incorporação de elementos arquitetônicos clássicos na arquitetura francesa.
Lescot nasceu em Paris. O rei Francisco I de França o nomeou arquiteto responsável pelos projetos de construção do Palais du Louvre, transformando o antigo castelo no renomado palácio. Após a morte do rei Francisco I, Lescot foi confirmado em seu papel por seu sucessor, Henrique II de França, e continuou trabalhando no projeto do Louvre até sua morte.
As primeiras obras de Lescot, concluídas entre 1540 e 1545, incluíram o biombo da Igreja de São Germano de Auxerre, embora apenas algumas esculturas de Jean Goujon tenham sobrevivido. Em Paris, ele projetou o Hôtel de Ligneris (1548-1550), hoje conhecido como Museu Carnavalet, que foi posteriormente extensivamente modificado por François Mansart. 
Na Fontaine des Innocents (1547–1549), as contribuições arquitetônicas de Lescot desempenham um papel mais contido em comparação com a proeminência das esculturas de Goujon. 
A carreira de Lescot é pouco documentada, o que torna incerto se ele alguma vez visitou a Itália ou se sua compreensão das práticas arquitetônicas italianas adveio exclusivamente da arquitetura e das gravuras associadas à Escola de Fontainebleau. Todas as obras conhecidas de Lescot apresentam decoração escultórica de Trebatti e Jean Goujon, que colaboraram com ele no Louvre.
Após a morte de Lescot, Androuet du Cerceau o sucedeu como arquiteto do Louvre.

## Links Externos
- Catholic Encyclopedia 1908: "Pierre Lescot"
- Imago Mundi: Pierre Lescot (em Francês)